# Телешти (Дамбовица)
Телешти (рум. Telești) насеље је у Румунији у округу Дамбовица у општини Лудешти. Oпштина се налази на надморској висини од 284 m.

## Становништво
Према подацима из 2002. године у насељу је живело 633 становника, од којих су сви румунске националности.